# Il giocatore invisibile (romanzo)
Il giocatore invisibile è un romanzo dell'autore italiano Giuseppe Pontiggia pubblicato nel 1978 e tradotto in varie lingue.
Il romanzo arrivò in finale al Premio Campiello.

## Trama
Un professore universitario di lettere classiche è violentemente attaccato in una lettera pubblicata sulla rivista specialistica La parola agli antichi, per aver fornito un'etimologia sbagliata della parola ipocrita. Il nome dell'autore della lettera non è riportato, così il professore si scervella su chi possa essere. Inizialmente pensa al suo collega Salutati, ma per confermare la sua ipotesi chiede il parere di Martelli, direttore di un'altra rivista, che gli suggerisce invece un altro docente, Carulli.
Il critico letterario Vicini incontra Salutati in un bar; insieme discutono della lettera. Vicini sospetta di Daverio, da sempre in competizione col professore per la carriera e un tempo anche per la stessa donna, poi divenuta moglie del biasimato.
Rimuginando tra sé e sé, il professore pensa anche che l'autore possa essere Liverani, ma ma scarta subito l'idea: lo stesso Liverani, quando gli parla, dice di sospettare di Daverio. Il professore riferisce il colloquio alla moglie, che gli suggerisce di parlarne col sempre informato Vicini. Egli poi lo incontra al circolo degli scacchi Paul Morphy: Vicini fa anche a lui il nome di Daverio.
Poco tempo dopo, il professore ha un abboccamento col suo antico rivale, al quale allude della spiacevole vicenda, ma questi non si sbottona. Il professore si confida con la sua amante, una giovane poetessa; in Daverio, d'altra parte, si è riaccesa la passione per la moglie del professore, che però non gli dà corda, e ciò lo tormenta, come rivela a Martelli. Il professore convoca nel suo studio all'università il suo studente Frigerio, sul quale il suo assistente nutre dei sospetti, che sottopone a uno stringente interrogatorio, dal quale tuttavia non ottiene alcun risultato utile. Decide perciò di risolvere il problema alla radice intrufolandosi nella redazione de La parola agli antichi e lasciandosi chiudere dentro alla sera, per poi rovistare negli archivi.
Il mittente della lettera risulta essere un certo professor Ettore Pasini, di Santa Margherita Ligure. Mentre esce dallo stabile, il professore è scoperto dal custode che, dopo essersi fatto pregare molto, acconsente a non denunciarlo. Si reca allora a casa di Pasini e lo affronta, ma l'insegnante ligure, che conosceva il suo ospite di fama e lo stimava, cade dalle nuvole: convintosi che non può essere lui l'autore della lettera, il docente universitario se ne va con tante scuse. La sua mossa successiva è l'invio di una replica alla rivista, e per soppesare ogni singola parola chiede l'aiuto del suo amico Cattaneo, ex scrittore, che gli fa ulteriori rivelazioni su Daverio.
Il professore cerca d'influenzare la commissione di un concorso letterario di poesia, della quale fa parte anche Salutati, in favore della sua amante, ma non ci riesce, con grande delusione della donna. Riceve poi una lettera che l'esorta a recarsi in un villino di via Benedetto Marcello per scoprire il tradimento della moglie, la quale effettivamente si trova là in compagnia di un giovane. Ciò lascia basiti sia il professore sia Daverio, autore anche di questa lettera anonima, che finisce con l'uccidersi mediante un'overdose di tranquillanti.
Il professore, incontrando Salutati in una libreria, accenna alla tecnica scacchistica del sacrificio. Il suo interlocutore vi trova un'analogia col comportamento di Daverio e insieme riconoscono che anche lui, in fondo, è stato una vittima del destino, il vero giocatore invisibile che a tutti riserva la morte.

## Personaggi
- Il professore: il protagonista della vicenda, il cui nome non viene mai rivelato. Ha cinquant'anni.[3]
- L'assistente del professore: caratterizzato da un atteggiamento servile, fa notare al professore la lettera che lo attacca su La parola agli antichi e gli fa il nome dello studente Frigerio.
- La moglie del professore: donna di grande bellezza, di circa vent'anni più giovane  di suo marito, del quale è stata allieva.
- Salutati: professore ordinario di filologia romanza.
- Martelli: direttore della rivista Narrativa nuova. Uno che li conosceva tutti e non era amico di nessuno.[4]
- Carulli: collega del professore.
- Vicini: critico letterario, frequentatore del circolo degli scacchi.
- Daverio: quarantenne[5] collega del professore, sposato, ossessionato dalla moglie del professore e dalla caduta dei capelli.
- Liverani: esperto di scienza antica, scapolo e in pensione. Abitava al penultimo piano di un grattacielo che in alto si espandeva come un fungo[6] (probabilmente la Torre Velasca).
- La ragazza: giovane poetessa, amante del professore.
- Frigerio: studente del professore.
- Ettore Pasini: insegnante di lettere in un liceo, interessato alla linguistica storica, residente a Santa Margherita Ligure.
- Mario Cattaneo: a cinquantotto anni, era un ex scrittore[7] autore in gioventù di un romanzo di successo, ridottosi a fare il collaboratore editoriale dopo la perdita della vena creativa.
- Sivieri: poeta e critico letterario, membro della commissione del premio letterario a cui partecipa l'amante del professore. Alto, ossuto, un maglione girocollo e una corona di capelli frateschi intorno al cranio, Sivieri era una caricatura tanto perfetta da apparire inverosimile.[8]
- Il giovane: amante della moglie del professore. Non è chiaro se si tratti dell'ex studente Ricci, con cui essa aveva detto di aver avuto una conversazione telefonica.[9]

## Critica
Il romanzo ha ricevuto critiche largamente positive. Maria Corti ha sottolineato come nel romanzo si possano individuare «diversi percorsi significativi» attraverso i quali «ogni particolare del testo, entrando in diversi sistemi di rapporti, si carica mirabilmente di più significati. La storia del libro è la storia di tutti questi significati».

## Opere derivate
Dal romanzo furono tratti due film con lo stesso titolo: uno nel 1985, per la regia di Sergio Genni, e uno nel 2016, diretto da Stefano Alpini.

## Edizioni
- Giuseppe Pontiggia, Il giocatore invisibile, collana Scrittori italiani e stranieri, Milano, Mondadori, 1978.
- Giuseppe Pontiggia, Il giocatore invisibile, Milano, Club degli Editori, 1978.
- Giuseppe Pontiggia, Il giocatore invisibile, Milano, Euroclub, 1979.
- Giuseppe Pontiggia, Il giocatore invisibile, collana Oscar narrativa, introduzione di Daniela Marcheschi, n. 983, Milano, Mondadori, 1989, ISBN 88-04-42926-7.
- Giuseppe Pontiggia, Il giocatore invisibile, collana Oscar classici moderni, introduzione di Daniela Marcheschi, n. 208, Milano, Mondadori, 2007, ISBN 978-88-04-56718-9.
- Giuseppe Pontiggia, Il giocatore invisibile, collana Oscar moderni, n. 359, Milano, Mondadori, 2007, ISBN 978-88-04-72071-3.